# Davor Matošević
Davor Matošević (Tuzla, 6. prosinca 1980.), hrv. bh. glazbenik iz Tuzle. Gitarist akustičar, kantautor. 

## Životopis
Rodio se u Tuzli. O svojim glazbenim početcima rekao je da se nikad nije počeo baviti glazbom, nego je ona njime. Kao dijete je preslušavao cijeli glazbeni opus svoga oca, koji se nalazio na pločama. Dok je još pohađao osnovnu školu, satim je preslušavao sve te antologijske rock albume te one kantautora s engleskog govornog područja. Nakon godina preslušavanja poželio je i sam stvarati. Od četrnaeste godine svira gitaru i već kroz dva mjeseca skladao je i napisao pjesmu.
Prvi nosač zvuka objavio je 2010. pod etiketom Croatia Records. Bio je to EP s četiri pjesme na engleskom. Za taj EP dobio je Nagradu Indexi. Danas je izdavačku sudbinu preuzeo u svoje ruke. Album je dobro popratila i slušateljstvo i glazbena kritika. Promicao ih je na koncetima kao prateći akt. Godinu poslije objavljivanja EP-a otišao je na privremeni rad u inozemstvo. Izbivanje iz domovine zaustavilo mu je glazbeni rad, ali ne i skladateljski zanos. Bio je u Afganistanu. Stvarao je nove skladbe nadahnut kulturnim bogatstvom Afganistana, ali na materinskom jeziku. Vratio se u BiH 2015. godine. Nastupao je na festivalima u Hrvatskoj i Sloveniji na kojima je promovirao svoje nove skladbe nastale za boravka na radu u inozemstvu. Drugim albumom objavljenim 2017. najavio je istovremeno i oživljenje akustičarskog žanra na bh. glazbenoj pozornici. Balada "Puštam srce da diše" je ubrzo dospjela u skoro sve radijske programe u BiH. Sin tuzlanskog glazbenika i glazbenog novinara Dragutina Matoševića. Glazbu stvara, snima i izvodi u vlastitom studiju. Ne ističe nekog glazbenika ili glazbeni sastav kao ultimativno omiljenog. Nadahnuće za skladbe su mu ljudi, postojanje, priroda i sve ono lijepo oko nas.
Voditelj je i producent radijske glazbeno-informativne emisije Jeans generacija na Radio Tuzli i voditelj radijske glazbeno-informativne emisije Krilati kotači na RTV TK, Radio TK, Tuzla.

## Diskografija
Diskografija:
- Always Be Good To Your Enemies, EP, Croatia Records, 2010.
- Žetva, album, 2017., samostalno izdanje
- Zastave, singl, objavljen 19. travnja 2018.[7]

## Nagrade
- 2011. Nagrada Indexi, prva nagrada stručnog ocjenjivačkog suda za EP Always Be Good To Your Enemies[8]

## Vanjske poveznice
- Davor Matošević
- Discogs
- YouTube Puštam srce da diše (službeni video)
- YouTube
- Facebook